# شارل دو كانج
شارل دو فريزن، سيد دو كانج (بالفرنسية: Charles du Fresne, sieur du Cange)‏ أو شارل دو كانج (أميان، 18 ديسمبر 1610 - باريس، 23 أكتوبر 1688) كان لغويًا ومؤرخًا للقرون الوسطى والإمبراطورية البيزنطية.

## روابط خارجية
- شارل دو كانج على موقع الموسوعة البريطانية (الإنجليزية)